# Věstonická nádrž
Věstonická nádrž (též Vodní nádrž Nové Mlýny II nebo Střední nádrž) je přehradní nádrž na řece Dyji v okrese Břeclav na jižní Moravě. Je prostřední ze tří na sebe navazujících nádrží vodního díla Nové Mlýny, které bylo vybudováno v letech 1975–1988. S rozlohou 10,3 km² jde o sedmou největší přehradní nádrž na území České republiky.
Věstonická nádrž byla jako jediná ze tří nádrží ponechána přírodním procesům, další dvě nádrže, Mušovská i Novomlýnská, slouží k rekreaci.

## Pobřeží
Věstonickou nádrž na východě odděluje od Novomlýnské nádrže přehradní hráz, po níž je vedena silnice II/420 v úseku Strachotín – Dolní Věstonice. Na severovýchodě ji pak jen hráz s místní komunikací odděluje od Strachotínského rybníka. Na západě ji hráz, po níž je vedena silnice I/52 v úseku Pohořelice – Mikulov, odděluje od Mušovské nádrže.

## Ostrovy
Nádrž zatopila vesnici Mušov, z níž zůstal zachován pouze kostel svatého Linharta. Ten stál na kopečku nad vesnicí, nyní se nachází uprostřed nádrže na ostrůvku.

## Vodní režim
Do nádrže ústí řeky Jihlava a Svratka.

## Využití
Celá Věstonická nádrž je stejnojmennou přírodní rezervací, jež byla vyhlášena v roce 1994 a má rozlohu 1016,9 ha. V roce 2005 byla nádrž vyhlášena ptačí oblastí soustavy Natura 2000, protože je významným hnízdištěm mnoha ptačích druhů.